# Marion Kreiner
Marion Kreiner (Graz, 4 de maio de 1981) é uma snowboarder austríaca. Fletcher foi medalhista de bronze do slalom gigante paralelo nos Jogos Olímpicos de Inverno de 2010 em Vancouver.